# Glucarato O-idrossicinnamoiltransferasi
La glucarato O-idrossicinnamoiltransferasi è un enzima appartenente alla classe delle transferasi, che catalizza la seguente reazione:
sinapoil-CoA + glucarato ⇄ CoA + O-sinapoilglucarato
Anche il 4-cumaroil-CoA, feruloil-CoA ed il caffeoil-CoA possono agire come donatori, ma più lentamente.